# Белешть (Горж)
Белешть, Белешті (рум. Bălești) — село у повіті Горж в Румунії. Адміністративний центр комуни Белешть.
Село розташоване на відстані 237 км на захід від Бухареста, 5 км на захід від Тиргу-Жіу, 90 км на північний захід від Крайови.

## Населення
За даними перепису населення 2002 року у селі проживали 1982 особи. Усі жителі села рідною мовою назвали румунську.
Національний склад населення села:
| Національність | Кількість осіб | Відсоток |
| -------------- | -------------- | -------- |
| румуни         | 1918           | 96,8%    |
| цигани         | 64             | 3,2%     |